# 恐湖

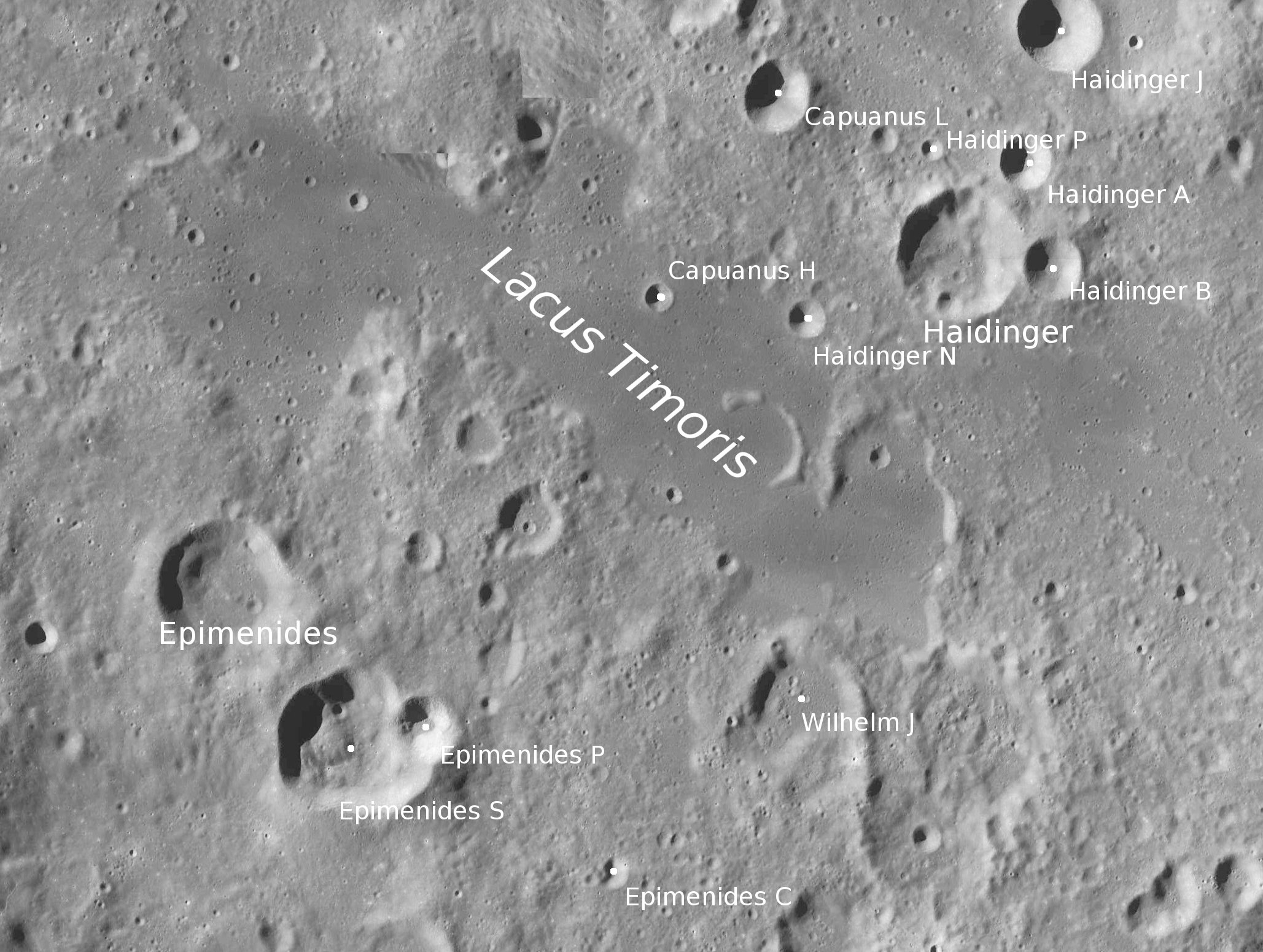
恐怖湖及周边地形图

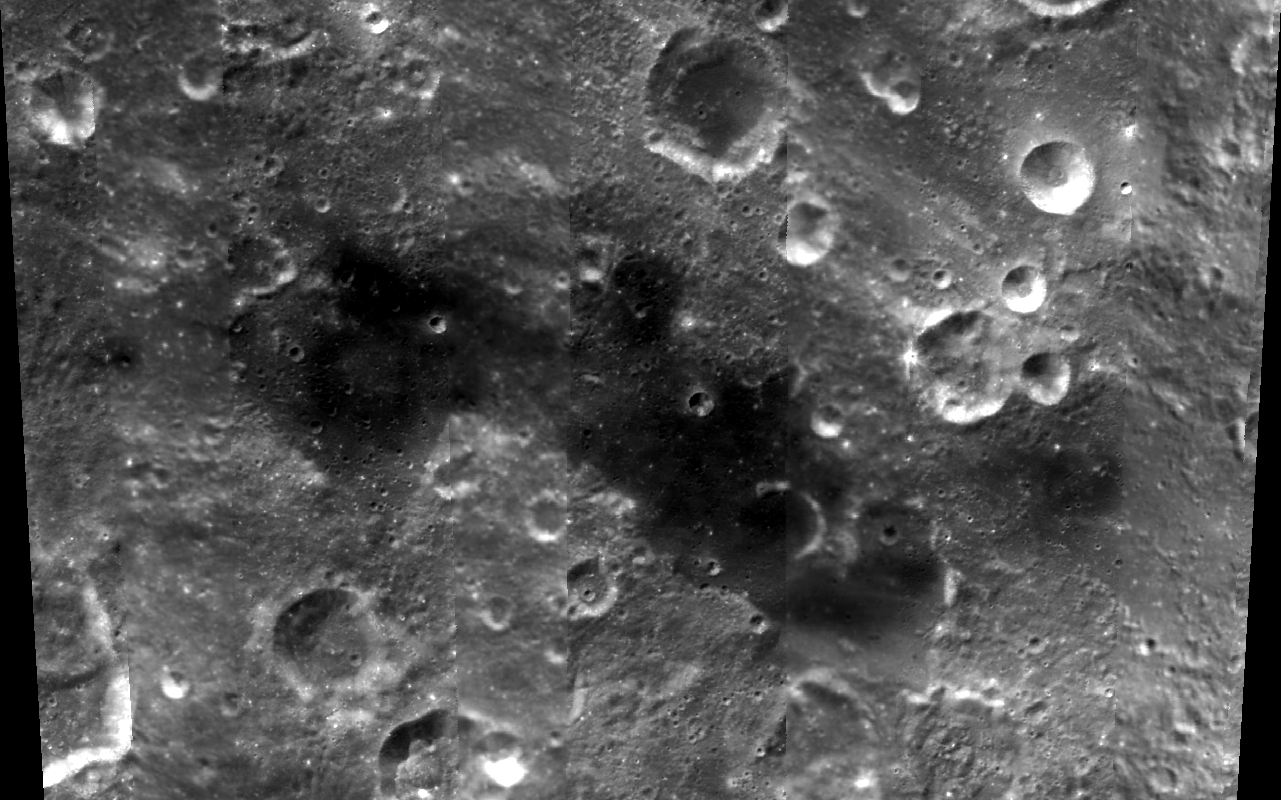
克莱门汀号在低太阳光照角度下拍摄的图像

恐怖湖（拉丁語：Lacus Timoris）月球正面南部的一处小月海区，位于疫沼南面，长约150公里、宽45公里。其名称在1976年被国际天文学联合会批准采纳。

## 位置和周边地貌
恐怖湖的中心月面坐标为39°24′S 28°00′W / 39.4°S 28.0°W，环湖四周错落分布着众多的月坑，其中西南岸是已严重损毁的米环形山和海因泽尔陨石坑以及重叠其上的卫星坑“海因泽尔 A”、“海因泽尔 C”；南侧坐落着埃庇米尼得斯陨石坑及卫星坑“埃庇米尼得斯 S”；而威廉环形山和拉加拉环形山则位于东南方；东北为海丁格陨石坑和卡普纳斯环形山；西北是埃尔格陨石坑。此外，环绕月湖的还有它们的很多卫星坑。

## 描述
恐怖湖由东向西延伸约150公里，最大宽度大约45公里。它的东部有一座伸入月湖30公里的小山丘；湖东西两侧可见到被熔岩掩埋的撞击坑遗迹，在月湖熔岩表面覆盖的陨坑中主要有东北岸直径6公里的“海丁格 N”坑和附近直径4公里的“卡普纳斯 H”坑。它们是截止2015年该月湖中仅已命名的撞击坑。
恐怖湖表面位于月面基准高度下1.0-1.3公里，其高度与邻近的疫沼相同。